# Urich
Urich é uma cidade localizada no estado americano de Missouri, no Condado de Henry.

## Demografia
Segundo o censo americano de 2000, a sua população era de 499 habitantes.
Em 2006, foi estimada uma população de 518, um aumento de 19 (3.8%).

## Geografia
De acordo com o United States Census Bureau tem uma área de
1,1 km², dos quais 1,1 km² cobertos por terra e 0,0 km² cobertos por água.

## Localidades na vizinhança
O diagrama seguinte representa as localidades num raio de 20 km ao redor de Urich.